# ダナン県
ダナン県（ダナンけん）は中華人民共和国チベット自治区山南市の県の一つ。県名はチベット語で「柵の内」の意。県政府所在地は扎塘鎮。

## 行政区画

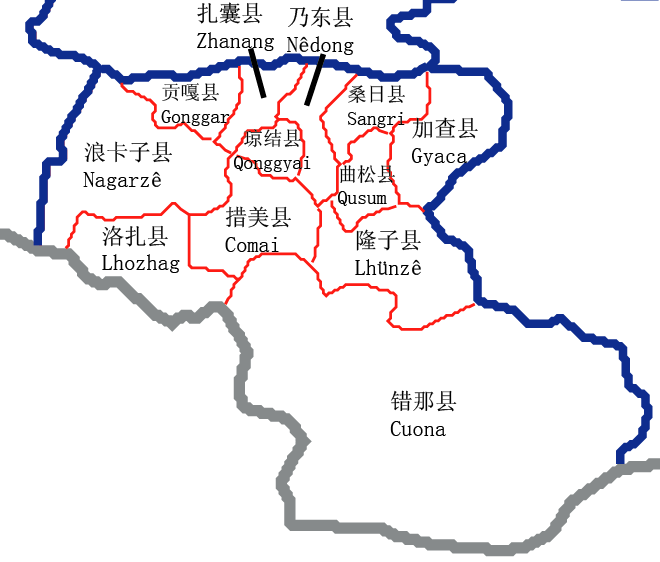
山南地区の行政区画

2鎮、3郷を管轄：
- 鎮：扎塘鎮、サムイェー鎮（桑耶鎮）
- 郷：扎其郷、阿扎郷、吉汝郷

## 交通

### 鉄道
- 中国国家鉄路集団
  - ラサ・ニンティ鉄道

### 道路
- 高速道路
  -  曲乃高速道路（中国語版）